# اپسماره

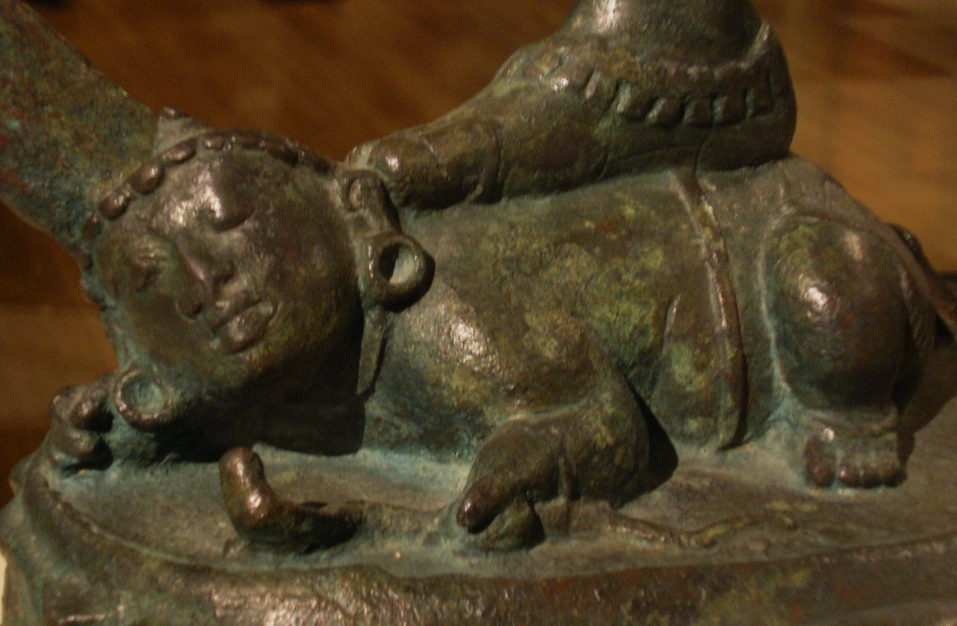
اپسماره

در اساطیر هندو، اپسماره (Apasmāra) یک کوتوله و نماینده جهل و صرع بود. به منظور حفظ دانش در جهان، اپسماره نمی‌تواند کشته شود چرا که با این کار تعادل دانش و نادانی به هم می‌ریزد و کشتن اپسماره به معنی رسیدن به دانش بدون تلاش، فداکاری و کار سخت است. 
در نتیجه این امر به تنزل ارزش دانش در تمامی اشکال می‌انجامد. به منظور به زانو در آوردن اپسماره ، شیوا، ایزد هندو، به صورت پادشاه رقص درآمده و رقص کیهانی خود که تاندوه (Tāṇḍava) نام دارد را انجام داد.
در جریان این رقص، شیوا اپسماره را با پای راست خود خرد کرد.
از آنجا که اپسماره از معدود دیوهایی است که جاودانه می‌ماند، باور بر این است که شیوا نیز برای سرکوب اپسماره تا ابدیت در صورت پادشاه رقص باقی می‌ماند.

## ریشه‌شناسی و تعریف
پسوند "smāra" (از "smaranam") به معنای "حافظه" است. ترکیب "apasmāra" به معنای «از دست دادن حافظه» است که با شرایطی مانند زوال عقل یا فراموشی مطابقت دارد. این واژه همچنین می‌تواند به بی‌معنایی (گفتار غیرقابل فهم) یا خود (آهامکارا) اشاره کند. در آیورودا، "apasmāra" به اختلالات عصبی اشاره داشت که با از دست دادن حافظه مشخص می‌شود نه مشکلات گفتاری. به دلیل عدم وجود ابزارهای تشخیصی مدرن مانند اسکن مغز در آن زمان، شرایط دقیق توصیف شده همچنان نامشخص باقی مانده است.